# Џексон (Минесота)
Џексон (енгл. Jackson) град је у америчкој савезној држави Минесота.

## Демографија
По попису из 2010. године број становника је 3.299, што је 202 (-5,8%) становника мање него 2000. године.
| Група             | 2000.         | 2010.         |
| Белци             | 3.262 (93,2%) | 3.053 (92,5%) |
| Афроамериканци    | 9 (0,3%)      | 17 (0,5%)     |
| Азијати           | 141 (4,0%)    | 113 (3,4%)    |
| Хиспаноамериканци | 53 (1,5%)     | 59 (1,8%)     |
| Укупно            | 3.501         | 3.299         |